# منامين
منامين هي قرية في مقاطعة خلخال، إيران. يقدر عدد سكانها بـ 280 نسمة بحسب إحصاء 2016.